# Matali Crasset
Pour les articles homonymes, voir Crasset.
Matali Crasset, de son vrai nom Nathalie Crasset, est une designer industriel française née le 28 juillet 1965 à Châlons-en-Champagne. 

## Biographie
Née le 28 juillet 1965 à Châlons-en-Champagne dans une famille d’agriculteurs, Matali Crasset passe son enfance et effectue sa scolarité dans le village de Normée.
En 1988, elle décide de continuer ses études à Paris au sein de l’École nationale supérieure de création industrielle (ENSCI) et obtient son diplôme de designer industriel en 1991. Elle intègre ensuite en 1992 l’atelier de Denis Santachiara (Milan) pendant un an, avant de rejoindre l’atelier de Philippe Starck (Paris) en 1993 où elle est nommée responsable du projet Thomson Multimédia, puis du Tim Thom, le design center de Thomson.
Cette collaboration dure quatre années durant lesquelles Matali Crasset développe sous la direction de Philippe Starck « des objets du quotidien au service des gens ». Elle définit Philippe Starck comme quelqu’un de complexe dont elle admire la capacité à se libérer des contraintes mais, en 1998, elle crée sa propre structure, avec son mari Francis Fichot, pour « se défendre de Starck » qui, lui, la définissait comme « son cerveau ».

### Vie privée
Matali Crasset vit et travaille à Paris. Elle est la mère de deux enfants, Popline et Arto.

### Divers
Elle écrit son nom sans majuscules : matali crasset.
Elle est surnommée la "Jeanne d'Arc du design" pour sa coupe au bol ressemblant à l'héroïne de l'histoire de France,.
Elle est invitée d'honneur au Festival international du livre d'art et du film en 2012 et 2016.
Elle collabore à la revue Bil Bo K[réf. nécessaire], et fait partie des artistes retenus par Brigitte Macron en 2017 lors du réaménagement et de la décoration du palais de l’Élysée. Celle-ci choisira ainsi un bureau de Crasset pour le salon des Fougères où elle travaille.

### Décorations
- 2008 :  Chevalier de l'ordre national du Mérite, pour ses 18 ans d'activités artistiques[12]
- 2017 :  Chevalier de la Légion d'honneur, pour ses 27 ans de services[13]
- 2018 :  Commandeur de l'ordre des Arts et des Lettres[14] (officier en 2013[15])

## Expositions personnelles (sélection)
| Année | Expositions personnelles |
| ----- | --- |
| 1999  | - Pol’arisations, Espace Paul Bert, Nontron - Minimax 0-99, Villa Noailles, Hyères |
| 2002  | - Matali Crasset for Dornbracht : update/3 spaces in one, Galerie Ulrich Fiedler, Cologne |
| 2003  | - sliding living room, artconnexion, Lille - Sunic, galerie Gandy, Prague - Un pas de côté, Mudac, Lausanne - Unpacking design, Victoria & Albert museum, Londres - Homemade, Grand Hornu, Hornu                                                                           |
| 2005  | - Link, Otto gallery, Bologne |
| 2006  | - Soundscapes, Cooper Hewit National museum of design, New York - Springtherapy, SM's, s'Hertogenbosch |
| 2007  | - A rebours avec Peter Halley, galerie Thaddaeus Ropac, Paris |
| 2008  | - matali crasset – Franck van Houtte : conversation, Design museum, Gand - In vino veritas, Gandy gallery, Bratislava - Permis de construire, cité de l’architecture, Paris - Another logic of…, Rabih Hage gallery, Londres - Living wood, galerie Thaddaeus Ropac, Paris |
| 2009  | - Hyperactif / New Territorie au centre des arts d'Enghien-les-Bains, Enghien-les-Bains |
| 2010  | - In vino veritas, Mudac, Lausanne |
| 2011  | - Le Blobterre de Matali, Centre Pompidou, Paris |
| 2012  | - Le blobterre de matali, Istanbul Modern, Istanbul |
| 2013  | - Le voyage en uchronie, galerie Thaddaeus Ropac, Pantin - Le voyage en uchronie, Designblock, Prague |
| 2014  | - Le blobterre de matali/interactions végétales, Forum Meyrin, Genève |
| 2016  | - Reinventare un mondo commune, Pavillon Unicredit, Milan - We trust in wood, Synagogue de Delme, Delme |
| 2017  | - Le blobterre de matali, Centre Pompidou, Malaga |
| 2018  | - saule et les Hooppies, Centre Pompidou, Paris - matali crasset : les capes, The Cultural gallery, Monaco |
| 2019  | - matali crasset : wood, Chesa Planta, the cultural gallery, St Moritz - matali crasset : la table botanique, Palazzo Soranzo van Axel, the Muse gallery, Venise |

## Réalisations
Les créations de Matali Crasset sont présentes dans de nombreuses collections publiques en France, au Centre Pompidou, au musée des arts décoratifs de Paris, au Centre national des arts plastiques, au Fonds municipal d'art contemporain de la Ville de Paris, au FRAC Nord Pas de Calais, au Consortium Museum, et, à l'étranger, au MoMA, à l'Art Institute of Chicago, au Mudac à Lausanne (Suisse), au musée d'Art d'Indianapolis, au Grand-Hornu (Belgique), au MAK Vienne (Autriche).

### Recherches
- MIXtree Salon d'interface musicale, 2005, Centre Georges Pompidou[19]
- Easy China, Frac Nord-Pas-de-Calais, 2005

### Scénographies d'exposition d'art contemporain

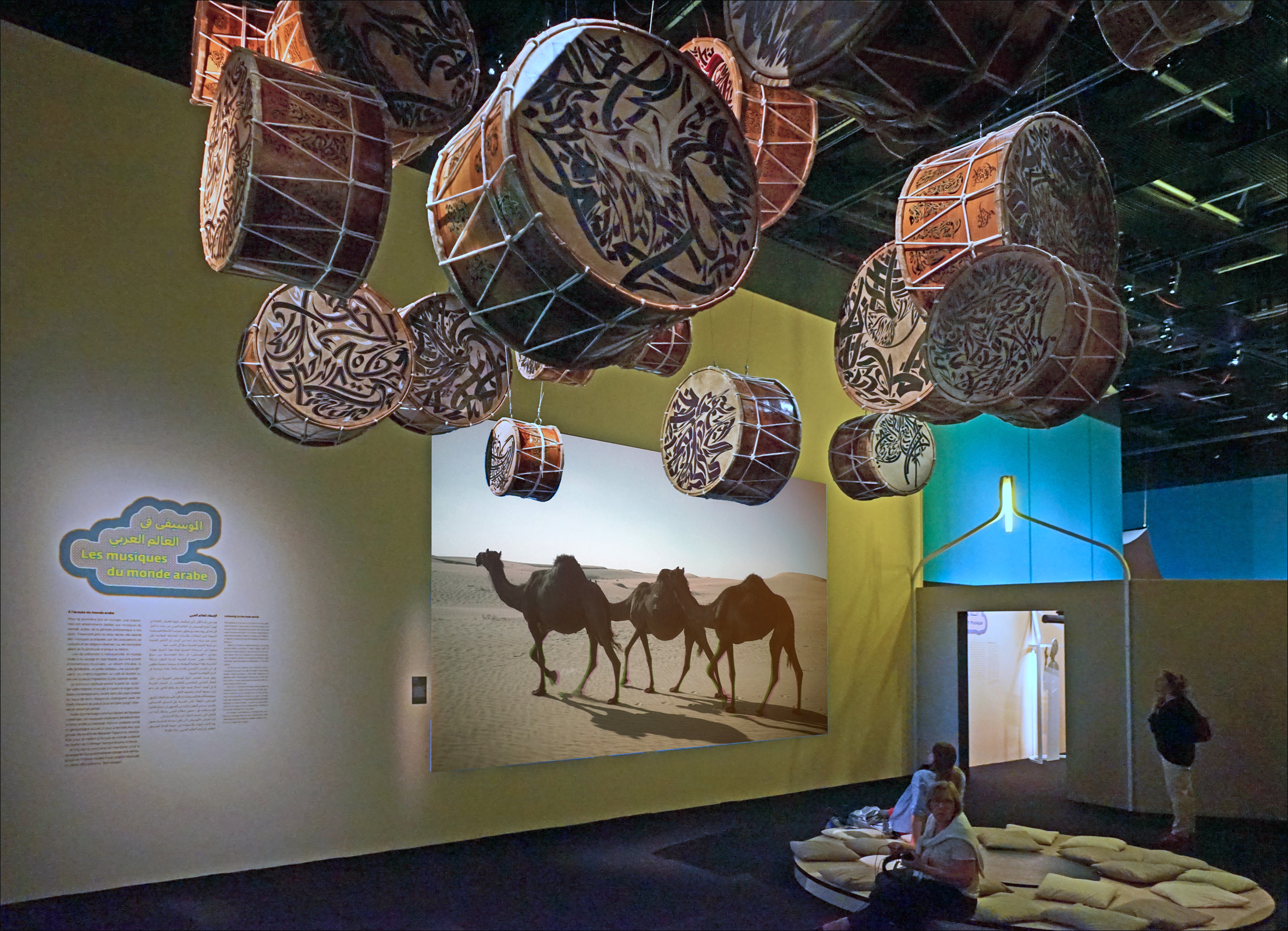
Exposition Al Musiqa à la Philharmonie de Paris en 2018.

- Superwarhol, commissaire : Germano Celant, Grimaldi Forum, Monaco,2003
- Printemps de septembre, espace Chill out, Toulouse, 2003
- Salon de Montrouge, commissaire : Stéphane Corréard, depuis 2009
- Expositions fleuves, Cneai, Chatou, 2009
- « Al Musiqa, voix et musiques du monde arabe », Philharmonie de Paris, 6 avril – 29 août 2018[20].

### Scénographie de concerts
- Concert de Pierre Lapointe, Amours, délices et orgues, 2017[21]
- Scénographie, décors, costumes et accessoires de Giselle ballet en 2 actes (chor. Jean Coralli/Jules Perrot / E. Quilleré),Musique d'Adolphe Adam, Opéra National de Bordeaux, 2023[22]

### Architecture
- Le Nichoir (2011) et La Noisette (2012), Maisons Sylvestres, commande publique, Le Vent des forêts, Meuse
- Kiosque « Le Fenouil[23] » (2019) commande publique[24], CHU d’Angers, avec le soutien du ministère de la Culture - DRAC Pays de la Loire[25]
- Le pigeonnier Capsule, base de loisirs de Caudry, 2003. Œuvre réalisée dans le cadre du programme Nouveaux commanditaires de la Fondation de France, médiateur : artconnexion, nouveaux commanditaires : association colombophile La Défense
- Hi Hotel, Nice, 2003[26]
- SM's, musée d'arts décoratifs et d'art contemporain, s'Herogenbosch, 2005
- HI beach plage privée du Hi hôtel à Nice sur la promenade des anglais
- Tout'ouvert (salon de toilettage et mini-loft à Nice), Nice, 2006[27],[28]
- Restaurant Les Pastilles à Cap 3000, Saint Laurent du Var, 2009[29]
- Nouvel Odéon, cinema, Paris, 2009
- Cantine de la Ménagerie de Verre, Paris, 2009
- Maison des Petits, Le CENTQUATRE-PARIS, Paris, 2009
- DAR HI, 2010, écolodge à Nefta en Tunisie
- Hi Matic, 2011. Hôtel au 71, rue de Charonne, 75011 Paris.
- Sledge house, maison privée à Nice, 2011
- Petit salon de la maison des Petits, extension, Cent quatre, Paris, 2013

### Objets
Matali Crasset collabore avec des éditeurs internationaux, Alessi, Campeggi, Danese, Domeau & Péres, Le Buisson, Ikea, Plust…
- Plateau Din Set, 2005[30]
- Lampe Evolute Danese, 2004[31],[32]
- Sac Nido, 2006[33]
- City brunch, 2004[32]
- Okaidi, collection de vêtements pour enfants en 2013 et 2014
- PS tray, Ikea, 2014
- Collection We trust in wood, 2015[34]
- Vino sospeso, Bordeaux, 2019[35]

### Mobiliers
- Colonne d'hospitalité Quand Jim monte à Paris[36],[37], Domeau & Pérès, 1995
- Canapé Permis de construire ,Domeau & Péres 2000[38]
- Téo de 2 à 3, Domeau & Pérès, 1998[38]
- Concentré de vie, canapa modulable, Campeggi
- PS Wardrobe, penderie, Ikea, 2014

## Publications
- Matali Crasset, Editions Norma, 2012 (ISBN 978-2-915542-45-5 et 2-915542-45-7)
- Matali Crasset  (trad. de l'anglais), Paris, Pyramyd, 2006, 120 p. (ISBN 2-35017-048-9)
- (fr + en) Le Pigeonnier : "Capsule", Lille/Paris, Pyramyd, 2002, 24 p. (ISBN 2-910565-60-2)

### Interview
- Matali Crasset dans La Revue du design, 10 novembre 2010

### Filmographie
- Dar-Hi by Matali Crasset, documentaire réalisé par Christophe Dumoulin et David Haremza en 2013 ;fiche du film sur film-documentaire.fr
- matali crasset : le design ludique et politique, documentaire réalisé par Rémy Batteault, diffusé sur France 5 le samedi 9 novembre 2019 ; voir sur Passages des arts (France 5)